# Черешневое (Запорожская область)
Черешневое (укр. Черешневе) — село,
Белоцерковский сельский совет,
Бильмакский район,
Запорожская область,
Украина.
Код КОАТУУ — 2322780802. Население по переписи 2001 года составляло 54 человека.

## Географическое положение
Село Черешневое находится на левом берегу реки Каратюк, недалеко от её истоков, 
на расстоянии в 5 км от села Белоцерковка и в 6-и км от села Темрюк (Никольский район).